# أدان بانياجوا
أدان بانياجوا (بالإسبانية: Adán Paniagua)‏ هو لاعب كرة قدم غواتيمالي في مركز الهجوم، ولد في 30 نوفمبر 1955. شارك مع منتخب غواتيمالا لكرة القدم. أما مع النوادي، فقد لعب مع Juventud Retalteca ‏.

## وصلات خارجية
- أدان بانياجوا على موقع الاتحاد الدولي (مؤرشف)  (الإنجليزية)
- أدان بانياجوا على موقع ناشيونال فوتبول تيمز (الإنجليزية)
- أدان بانياجوا على موقع عالم كرة القدم.نت (الإنجليزية)
- أدان بانياجوا على موقع أوليمبيديا (الإنجليزية)